# Laufach
Laufach là một xã nằm ở huyện Aschaffenburg, thuộc vùng hành chính Unterfranken, bang Bayern, Đức.